# Ozyptila furcula
Ozyptila furcula är en spindelart som beskrevs av Ludwig Carl Christian Koch 1882. Ozyptila furcula ingår i släktet Ozyptila och familjen krabbspindlar. Inga underarter finns listade i Catalogue of Life.